# مؤسسه رده‌بندی کشتی

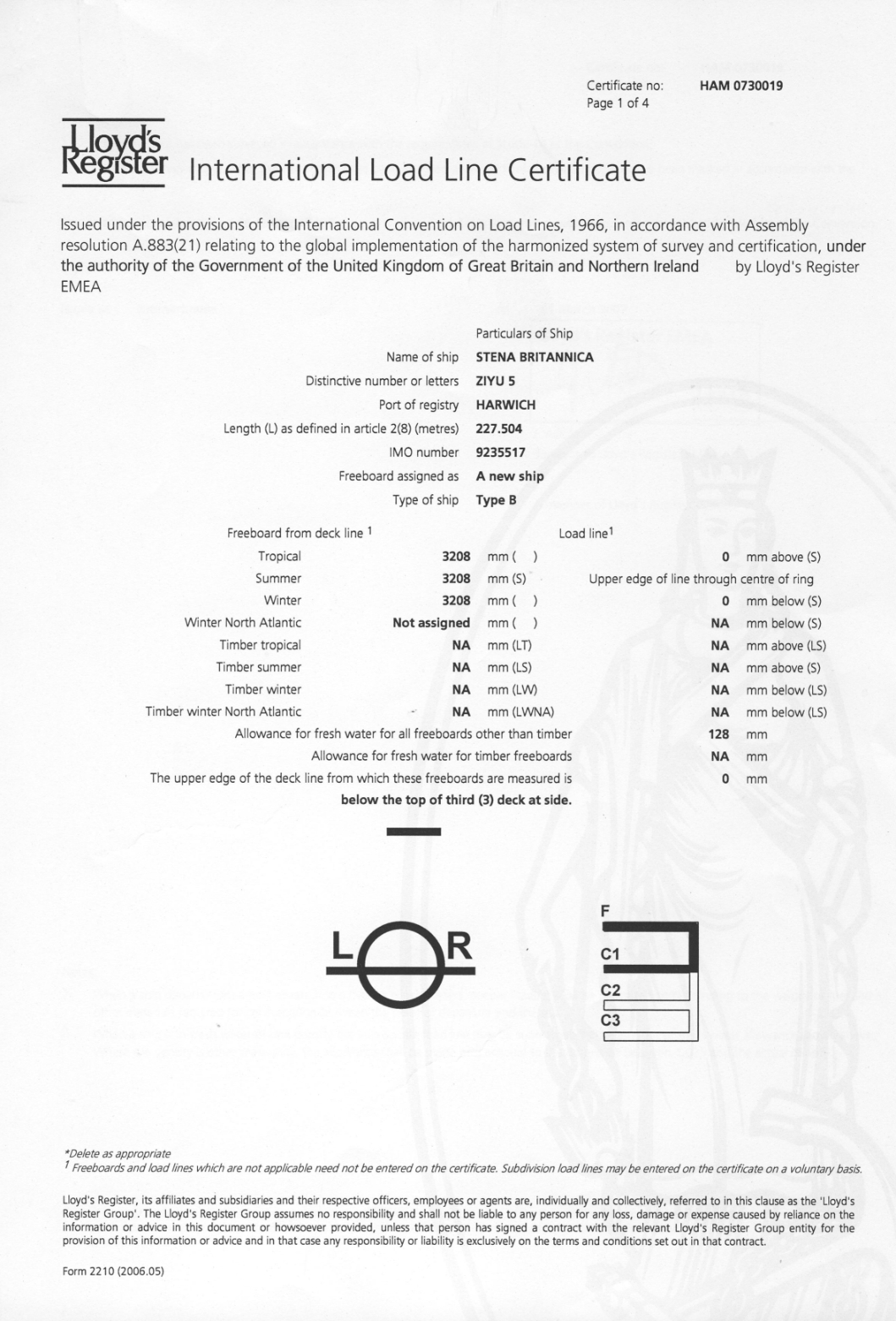
یک سند از این موسسه

موسسه رده‌بندی کشتی یا سازمان رده‌بندی کشتی (به انگلیسی: Ship classification society) یک سازمان مردم‌نهاد است که استانداردهای فنی ساخت و بهره‌برداری از کشتی‌ها و سازه‌های دریایی را ایجاد و حفظ می‌کند. موسسات رده‌بندی تأیید می‌کنند که ساخت کشتی با استانداردهای مربوطه مطابقت دارد و برای اطمینان از تطابق مداوم با استانداردها، بازرسی منظمی را در سرویس انجام می‌دهند. در حال حاضر، بیش از ۵۰ سازمان فعالیت‌های خود را در زمره رده‌بندی دریایی توصیف می‌کنند، که دوازده سازمان عضو انجمن بین‌المللی موسسات رده‌بندی هستند.
گواهی رده‌بندی صادر شده توسط یک مؤسسه رده‌بندی که توسط ثبت کشتی پیشنهادی به رسمیت شناخته می‌شود، برای مالک کشتی ضروری است که بتواند کشتی را ثبت کند و انواع بیمه‌های متناسب با کشتی را بدست آورد، و حتی ممکن است لازم باشد قبل از ورود کشتی به برخی از بنادر یا آبراهه‌ها به آن نیاز داشته باشد، و ممکن است مورد توجه چارترکنندگان و خریداران بالقوه باشد. برای رفع مسئولیت، موسسات رده‌بندی صریحاً از مسئولیت ایمنی، تناسب با هدف یا قابلیت دریایی کشتی صرف نظر می‌کنند، اما تأیید می‌کنند که کشتی با استانداردهای مؤسسه رده‌بندی صادر کننده گواهی رده‌بندی مطابقت دارد.

## فهرست موسسات رده‌بندی
| نام                                              | مخفف         | تاریخ     | دفتر اصلی   | عضو IACS؟ |
| ------------------------------------------------ | ------------ | --------- | ----------- | --------- |
| لویدز رجیستر                                     | LR           | ۱۷۶۰      | لندن        | آری       |
| بورو وریتاس                                      | BV           | ۱۸۲۸      | پاریس       | آری       |
| مؤسسه رده‌بندی اتریش                              | AV           | ۱۸۵۸–۱۹۲۱ | Trieste     | —         |
| موسسه رده‌بندی ایتالیا                            | RINA         | ۱۸۶۱      | جنوا        | آری       |
| موسسه رد بندی آمریکا                             | ABS          | ۱۸۶۲      | هوستون      | آری       |
| موسسه رده‌بندی دی ان وی جی ال                     | DNV GL       | ۱۸۶۴      | اسلو        | آری       |
| موسسه رده‌بندی آلمان                              | GL           | ۱۸۶۷–۲۰۱۳ | هامبورگ     | آری       |
| موسسه رده‌بندی ژاپن                               | NK           | ۱۸۹۹      | توکیو       | آری       |
| موسسه رده‌بندی روسیه                              | RS           | ۱۹۱۳      | سن پطرسبورگ | نه        |
| Hellenic Register of Shipping                    | HR           | ۱۹۱۹      | Piraeus     | نه        |
| موسسه رده‌بندی لهستان                             | PRS          | ۱۹۳۶      | گدانسک      | آری       |
| موسسه رده‌بندی کرواسی (Hrvatski Registar Brodova) | CRS          | ۱۹۴۹      | اسپلیت      | آری       |
| موسسه رده‌بندی بلغارستان                          | BRS (БКР)    | ۱۹۵۰      | وارنا       | نه        |
| CR Classification Society                        | CR           | ۱۹۵۱      | Taipei      | نه        |
| موسسه رده‌بندی چین                                | CCS          | ۱۹۵۶      | بیجینگ      | آری       |
| موسسه رده‌بندی کره                                | KR           | ۱۹۶۰      | بوسان       | آری       |
| Vietnam Register                                 | VR           | ۱۹۶۴      | Hanoi       | نه        |
| Registro Internacional Naval                     | RINAVE       | ۱۹۷۳–۲۰۰۴ | Lisbon      | نه        |
| موسسه رده‌بندی هند                                | IRCLASS(IRS) | ۱۹۷۵      | بمبی        | آری       |
| International Register of Shipping               | IRS          | ۱۹۹۳      | Miami       | نه        |
| موسسه رده‌بندی اکراین                             | RU (РУ)      | ۱۹۹۸      | کیف         | نه        |
| Dromon Bureau of Shipping                        | DBS          | ۲۰۰۳      | Piraeus     | نه        |
| Overseas Marine Certification Services           | OMCS         | ۲۰۰۴      | Panama      | نه        |
| Maritime Bureau of Africa                        | MBA          | ۲۰۱۴      | Cape Town   | نه        |
| International Maritime Classification            | IMC          | ۲۰۱۵      | Dubai       | نه        |
| Dutch Lloyd                                      | DL           | ۲۰۱۸      | Eindhoven   | نه        |
| مؤسسه رده‌بندی آسیا - ایران                       | ACS          | ۱۹۸۰      | تهران       | نه        |
| مؤسسه رده بندی ایرانیان -                        | ICS          | 2006      | تهران       | نه        |